# گلنوود (ایلینوی)
گلنوود (به انگلیسی: Glenwood) یک روستا در ایالات متحده آمریکا است که در شهرستان کوک (ایلینوی) واقع شده‌است. گلنوود ۸٫۳۵ کیلومتر مربع مساحت و ۸٬۹۶۹ نفر جمعیت دارد.